# Patton Oswalt
Patton Peter Oswalt (Portsmouth, 27 de janeiro de 1969) é um comediante, ator, escritor e dublador estadunidense. Ele é mais conhecido por ter atuado no filme "Space Cop" e aparecido no quadro "Best of the Worst" do canal Red Letter Media no youtube, além de ter interpretado o personagem Spencer Olchin na sitcom The King of Queens, e por ter feito a voz do personagem Remy no filme da Pixar Ratatouille. Em 2015 Interpretou a voz do Jesse no jogo Minecraft Story Mode.

## Discografia

### Álbuns
| Ano  | Título                          | Chancela               | Posição em tops | Posição em tops | Posição em tops | Posição em tops | Posição em tops |
| Ano  | Título                          | Chancela               | Top 200         | US Comedy       | US Digital      | US Indie        | US Heat         |
| ---- | ------------------------------- | ---------------------- | --------------- | --------------- | --------------- | --------------- | --------------- |
| 2003 | 222                             | Chunklet Magazine      | —               | —               | —               | —               | —               |
| 2004 | Feelin' Kinda Patton            | United Musicians       | —               | —               | —               | —               | —               |
| 2007 | Werewolves and Lollipops        | Sub Pop                | 137             | 1               | —               | 18              | 4               |
| 2009 | My Weakness Is Strong           | Warner Bros.           | 67              | 1               | 5               | —               | —               |
| 2011 | Finest Hour                     | Comedy Central Records | 71              | 1               | —               | 12              | —               |
| 2014 | Tragedy Plus Comedy Equals Time | Comedy Central Records | 54              | 1               | 19              | 9               | —               |

### EPs
- Patton vs. Alcohol vs. Zach vs. Patton (2005) com Zach Galifianakis[3]
- Melvins/Patton Oswalt split 7 (2006) com The Melvins[4]
- Comedians of Comedy Tour 3"CD (2006)
- The Pennsylvania Macaroni Company (2006) com Brian Posehn, Maria Bamford, and Eugene Mirman[5]
- Frankensteins and Gumdrops (2008) Available during the WFMU pledge drive

### Participações em compilações de álbuns
- Beth Lapides' Un-Cabaret - The Un & Only (2002)
- Beth Lapides' Un-Cabaret - The Good, The Bad, and the Drugly (2006)
- Comedy Death-Ray (2007)[6]

## Livros
- JLA: Welcome to the Working Week (DC Comics, 2003)
- The Overrated Book (co-autor com Henry H. Owings, Last Gasp, San Francisco, 2006)
- The Goon: Noir (co-autor com Thomas Lennon, Steve Niles e Eric Powell, Dark Horse Comics, 2007)
- The Rock Bible: Unholy Scripture for Fans & Bands (co-autor com Henry H. Owings, Quirk Books, Philadelphia, 2008)
- Serenity: Float Out (Dark Horse Comics, 2010)
- Zombie Spaceship Wasteland (Scribner, 2011)
- Silver Screen Fiend (Simon & Schuster, 2015)